# 論破
論破（ろんぱ）とは、議論して相手の説を破ること。論破は2010年代以降広く話題となり、「論破」について論ずる書籍や記事も多く発表されている。

## 歴史

### 早期の用例
日本国語大辞典は、1742年に成立した歌論書『国歌八論』における「かの書中を見ても明かなれば、煩しく論破するに及ばず」を初出の実例としている。これは『古今和歌集』の解釈を受け継ぐ古今伝授に対する批判の一部分であり、古今伝授の代表的継承者である細川幽斎が記した伊勢物語および百人一首などへの注釈書は「巻首より巻尾に至るまでの間、一言も信じて取るべき説なし」であり、それらの書を見れば古今伝授を受けたと主張する者たちが「浅見寡聞にして、妄りに無稽の言を信ぜること」は明らかであるから、彼らの記した新古今和歌集の注釈については論破することすら煩わしく思える、といった文脈の一文である。

### 「はい論破」 と「論破王」
2000年代後半から2010年代にかけ、「論破」という言葉はまずインターネットミームとして広がり、次いでテレビ番組で使用されることでも広まった。
109 ：論破王 ◆CCuqv53IR6 ： 2006/04/20(木)03:37:11.72 ID:H41ZQuar0

ぷっぷくぷーｗｗｗｗ

>>1なんて簡単に論破できるじゃん

＞学校で英語を習うのはおかしい。

＞日本という国に住んでいるのだから国語だけで十分だろ。

＞少なくとも義務教育中になんで英語の授業があるのはおかしい。

＞授業に国語もあるという事は自分の国の言語も完璧ではないと言う事。

＞それなのに他国語である英語を同時進行で学ぶなんておかしい。

＞それに、他国の言語を学ぶ時は普通、自分の国の言語と意味や文法を当てはめて

＞考えていくだろ？

＞国語も完璧じゃないのに他国の言語をちゃんと学べるわけがない。

＞おｋ。

こう思ったのはなんで？

はい論破完了
最初のきっかけは2006年、当時活況を呈していた2ちゃんねるのニュース速報（VIP）掲示板で「論破王」というハンドルネームのユーザーが活動を開始したことである。「論破王」は「誰でも、どんな内容でも論破する」と主張し、様々な場所で「論破」を仕掛け、その過程で「はい論破」という特徴的なフレーズを多用した。VIP板向け百科事典Vikipediaによれば、2006年4月20日にスレッド「誰も論破できないこと」になされた「はい論破完了」で終わる書き込みが「はい論破」の原型となったという。
その後、「はい論破」のフレーズは2014年10月に開始したテレビ番組『痛快TV スカッとジャパン』に登場するキャラクター「イヤミ課長」の決め台詞としても使われた。同番組中のミニドラマで木下ほうか演じるイヤミ課長は部下に対してイヤミを述べた後、口癖のように「はい、論破！」と叫ぶ。イヤミ課長は同番組内で最も人気のあるキャラクターであり、特に子供に人気があった。その影響力から2015年11月にはユーキャン新語・流行語大賞にも「はい、論破！」がノミネートされたが、フリー記者の岡田有花によれば、「その時点でネットミームとしては過去のものに近かったようで、『なぜ今更？』とも言われていた」。
テレビ界における「論破」の使用は『スカッとジャパン』にとどまらなかった。2014年3月1日深夜には「論破王」をその名に冠するテレビ番組『おしゃべり異種格闘技 論破王』が関西テレビで放送された。番組は宇治原史規や川島明のような芸人、および岡田斗司夫や竹田恒泰など各界の著名人を招き、さまざまな議題についての議論を通して「ナンバー1の論破王を目指す」という趣旨の番組である。『おしゃべり異種格闘技 論破王』は好評を博し、2017年7月の第8回大会まで放送された。

### ひろゆきと「論破ブーム」

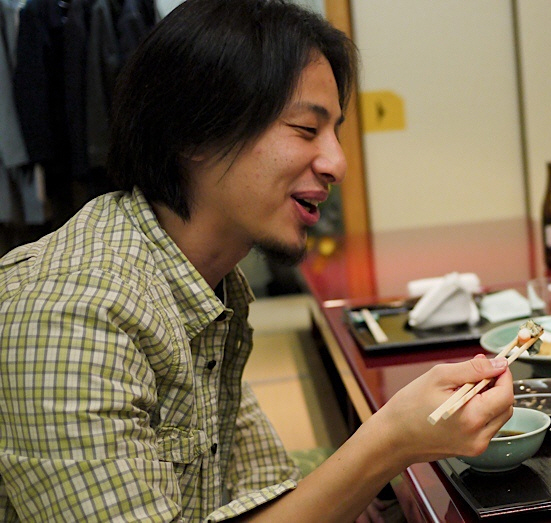
ひろゆき、2011年

2020年代に「論破」という語は単なるネットミームやテレビ番組のモチーフにとどまらず広く人口に膾炙し、「論破ブーム」が起こっているとする報道および書籍が相次いで刊行されている。これらの多くは2ちゃんねるの開設者として知られる西村博之（以下では西村の最もよく知られた通称である「ひろゆき」を用いる）の言動および思想について大きく紙幅を割き、ひろゆきこそが「論破」の広がりに大きく貢献したものと見なしている。
ひろゆきによる「論破」のうち最も知られたものの一つが、2015年6月22日に放送された討論番組『ビートたけしのTVタックル』において古谷経衡との間で行われた議論、およびその中でひろゆきが言い放った「あなたの感想ですよね？」という言葉である。
「それってあなたの感想ですよね？」は「はい、論破！」と同様低年齢層に流行し、2022年に発表された進研ゼミ小学講座受講生を対象にした流行語アンケートでトップに輝き、また2023年にも4位にランクインした。ベネッセコーポレーションが発表したアンケート結果によれば、「ひろゆきさんの真似をしながら言い合うのが小学生のブーム」であり、「友達が言い訳をしてきた時」「好きな動画チャンネルでアンチコメントを見た時」「先生や友達に『テストの点数が悪いな』と言われた時」などによく使われるという。
ひろゆきは2018年に書籍『論破力』を上梓し、また2020年からはテレビ番組『マッドマックスTV』（のちに『マッドマックスTV 論破王』に改題）の1コーナー「ひろゆきの論破シリーズ」の中で毎週さまざまな著名人とディベート対決を行うなど、精力的に「論破」と関連した活動を行い、新たな「論破王」として知られるようにもなっている。一方で、ひろゆきは『論破力』およびもう一つの著書『無敵のコミュ術』の中では論破することについて批判的な立場も取っている。（後述）

## 反応

### 批判
「論破」という題材のもと、論破という行為・態度自体への批判や、「論破ブーム」に対する社会批評、「それってあなたの感想ですよね」に代表される「ひろゆき的」な思想への批判など、さまざまな論考が出版されている。
哲学者の戸谷洋志は著書『詭弁と論破』の中でユルゲン・ハーバーマスによる以下の一節を引用し、「論破芸」と呼ばれるショービジネス化した「論破」を批判した。
戸谷は、ショービジネス化した議論に影響された子供たちの議論はもはや合意の形成が目的ではなく、ただ自己主張だけを目的としており、そういった議論という営みの劣化は民主主義の劣化に直結すると主張する。また戸谷はこうした議論の劣化は数世紀に及ぶ議論の構造的変容の当然の帰結であり、ひろゆきやドナルド・トランプといった特定の詭弁家により生まれ、彼らさえいなくなれば解決する、といった性格のものではなく、議論を救うためには同様の構造的変化が必要であると述べる。その後同書の中で戸谷は「社交」を議論の劣化の一つの解決策として挙げ、議論の参加者がもつ利害の対立を表面的には無視するかのような社交の様式をとることで、議論ははじめて生産性のあるものになると主張する。
学習塾を経営している作家の物江潤はひろゆきの発言「それってあなたの感想ですよね」「なんかそういうデータあるんですか？」に代表される感想・感性の軽視とデータの重視が自身の塾の生徒、ひいては日本社会に広く広がっていることを憂慮し、『「それってあなたの感想ですよね」：論破の功罪』を著した。同書の中で物江は最も論理的であることを望んでいる数学者らが自身の出発点とする公理を決定する際、最も重要視するのがその公理から「興味深い」結果が得られるか否かという「感想」であることを引用し、「論理的であるためにこそ『感想』が必要」と主張した。
意外にも、「論破」を広めた中心的人物であるひろゆきも、論破を批判する論者の一人である。著書『論破力』でひろゆきは「論破力は諸刃の剣」、「その場で相手をやり込めたところで、じつはなんの意味もない」と語り、また『論破力』から4年後の著書『無敵のコミュ術』の中では「世の中の人は他人を叩くことが好きなのか、論破という言葉が好きなのか、それをやろうとします。でも、意気揚々と論破という行為をすることは、二流の人のやることだと思うのです」と述べている。

### 子供の「論破」と対応策
#歴史節で述べたように、「論破」は子供に人気がある。以下では子供による論破と、その対応策について記述する。
教育系一般社団法人「アルバ・エデュ」代表の竹内明日香は、子供から「はい、論破！」や「それってあなたの感想ですよね」のような「論破」的な態度を取った場合の対応としてラベリングを提案した。竹内は、「また『論破ゲーム』が始まったのね」などと反応すれば子供は論破を止めたり、実際に「論破ゲーム」を遊びとして行うようになったりすると主張している。
社会科教育研究者の渡部竜也と臼井太一は、首都圏の中学校および高等学校の社会科授業内の議論教育において「特定の優秀な生徒による他の主張に対する反論や再反論が教室内の議論を停滞させてしまったり、議論が一部生徒のみによって独占的に展開してしまったりする」現象を「論破」「議論支配」として報告した。このような行動をする生徒はみな、社会事象や社会科学に高い関心を持ち、また周囲より学業成績が良く、教室の他の生徒との議論を希望していなかった。該当する生徒はクラスメイトの大半との対話に価値を見出しておらず、「論破」も特に悪いものと考えていないか、むしろ正当化していた。
渡部らが注目したのは、ある公立中学校で記録された以下のような事例である。当該中学校では教師が生徒による発言を繰り返し復唱し、その後「皆さんいいですか」という確認や「〇〇（の場合）でもそうなるの？」などの疑問を付与するリヴォイシング（復唱）を行っていた。報告によればこノリヴォイシングには生徒の意見がより明確になったり、生徒全員の参加が促されたりするなどの効果があり、結果として「論破」「議論支配」は発生しなかった。これを受けて渡部らは教師によるリヴォイシングが教室内での円滑な議論を生む可能性を示唆している。

### 商品化
2010年代以降、「論破」をテーマにしたゲームやおもちゃが登場している。
2010年11月には「論破」をその名に冠したゲーム『ダンガンロンパ 希望の学園と絶望の高校生』が株式会社スパイクから発売された。作中では舞台となる閉鎖された学園の中で殺人事件が発生し、犯人を突き止めるための「学級裁判」が起こり、その中で主人公は相手の主張の矛盾を「論破」していく。『ダンガンロンパ 希望の学園と絶望の高校生』は2012年12月にテレビアニメ化され、また2017年に至るまでに続編が2作発売されるなど人気を集めた。
2023年4月にはメッセージマシン『ひろゆきの論破くん』がひろゆきの協力の元ライソン株式会社から発売された。『論破くん』はスピーカーと16個のボタンを備え、それぞれ対応するボタンを押すと「それってあなたの感想ですよね？」や「なんかそういうデータあるんですか？」などの「相手を論破したい時に使える言葉」の録音を再生できる。
2024年1月に発表されたスマートフォンゲーム『論破少年まなぶくん』は、「覚えたての技『論破』がしたくてうずうずしている小学4年生」という設定の対話型人工知能「まなぶくん」と対話し、論破を目指すゲームである。プレイヤーの中心的年代は10～20代であり、開発した「トーキョースマートゲームス」代表の深野真人は「論理的な思考力を鍛えたい人から、単にストレス発散したい人まで、幅広く使われているようです」と語っている。